# Jim Justice
James Conley Justice II (ur. 27 kwietnia 1951 w Charleston) – amerykański polityk i przedsiębiorca, gubernator Wirginii Zachodniej w latach 2017–2025, senator Stanów Zjednoczonych od 2025 roku.

## Życiory

### Młodość i edukacja
Urodził się 27 kwietnia 1951 w Charleston jako syn Jamesa Conley’a Justice and Edny Ruth Justice. Dorastał w hrabstwie Raleigh w Wirginii Zachodniej, gdzie został absolwentem szkoły publicznej. Rozpoczął studia na Uniwersytecie Tennessee, w trakcie nauki na owym uniwersytecie przeniósł się na Uniwersytet Marshalla, gdzie uzyskał bakalaureat i gdzie ukończył studia podyplomowe Master of Business Administration.

### Kariera biznesowa
W 1976 roku zaangażował się w rodzinny biznes rolny. W 1977 roku założył firmę Bluestone Farms (przemianowaną później na Justice Family Farms, LLC); pod jego przywództwem firma stała się jednym z czołowych producentów zboża na Wschodnim Wybrzeżu. Rozwinął Stoney Brook Plantation, mający 15 000 akrów rezerwat myśliwsko-rybacki rezerwat w hrabstwie Monroe.
Po śmierci swojego ojca w 1993 roku został CEO firm Bluestone Industries, Inc. oraz Bluestone Coal Corporation. Przez kolejne 15 lat rozpoczął ogromną ekspansję posiadanych przez siebie firm, stając się dyrektorem generalnym i CEO 102 różnych firm. W maju 2009 roku sprzedał należącą do siebie firmę Bluestone Industries, Inc. rosyjskiemu przedsiębiorstwu Mieczeł za 568 USD. W 2015 roku odkupił ówcześnie odsprzedane przedsiębiorstwo za 5 milionów dolarów. W 2009 roku zakupił The Greenbrier, ratując resort przed bankructwem.

### Kariera polityczna
W 2015 roku ogłosił, że będzie ubiegał się o urząd gubernatora Wirginii Zachodniej z ramienia Partii Demokratycznej. Zwyciężył w prawyborach Partii Demokratycznej; w wyborach powszechnych pokonał reprezentanta Partii Republikańskiej, Billa Cole’a, zdobywając 350 408 (49,1%) głosów. W sierpniu 2017 roku został członkiem Partii Republikańskiej. W 2020 roku uzyskał reelekcję, zdobywając 497 944 (63,5%) głosów.
Po orzeczeniu Sądu Najwyższego w sprawie Dobbs v. Jackson Women’s Health Organization, przekazującym z powrotem władzom stanowym sprawę aborcji, we wrześniu 2022 roku podpisał ustawę zakazującą przeprowadzanie aborcji na terenie Wirginii Zachodniej, z wyjątkiem sytuacji, w których do zapłodnienia doszło w wyniku gwałtu bądź kazirodztwa, zagrożenia dla życia lub zdrowia matki oraz gdy płód jest niezdolny do przeżycia. W 2023 roku podpisał ustawę zakazującą przeprowadzanie operacji zmiany płci na małoletnich. W marcu 2023 roku podpisał ustawę obniżającą podatek dochodowy o 21,25%, była to największa obniżka podatku dochodowego w historii stanu.
W kwietniu 2023 roku ogłosił swój start w wyborach do Senatu Stanów Zjednoczonych. W prawyborach Partii Republikańskiej pokonał urzędującego kongresmena Alexa Mooney’a. Zwyciężył w wyborach powszechnych, pokonując byłego burmistrza Wheeling i przedstawiciela Partii Demokratycznej Glenna Elliotta.